# Cultura Tashtyk

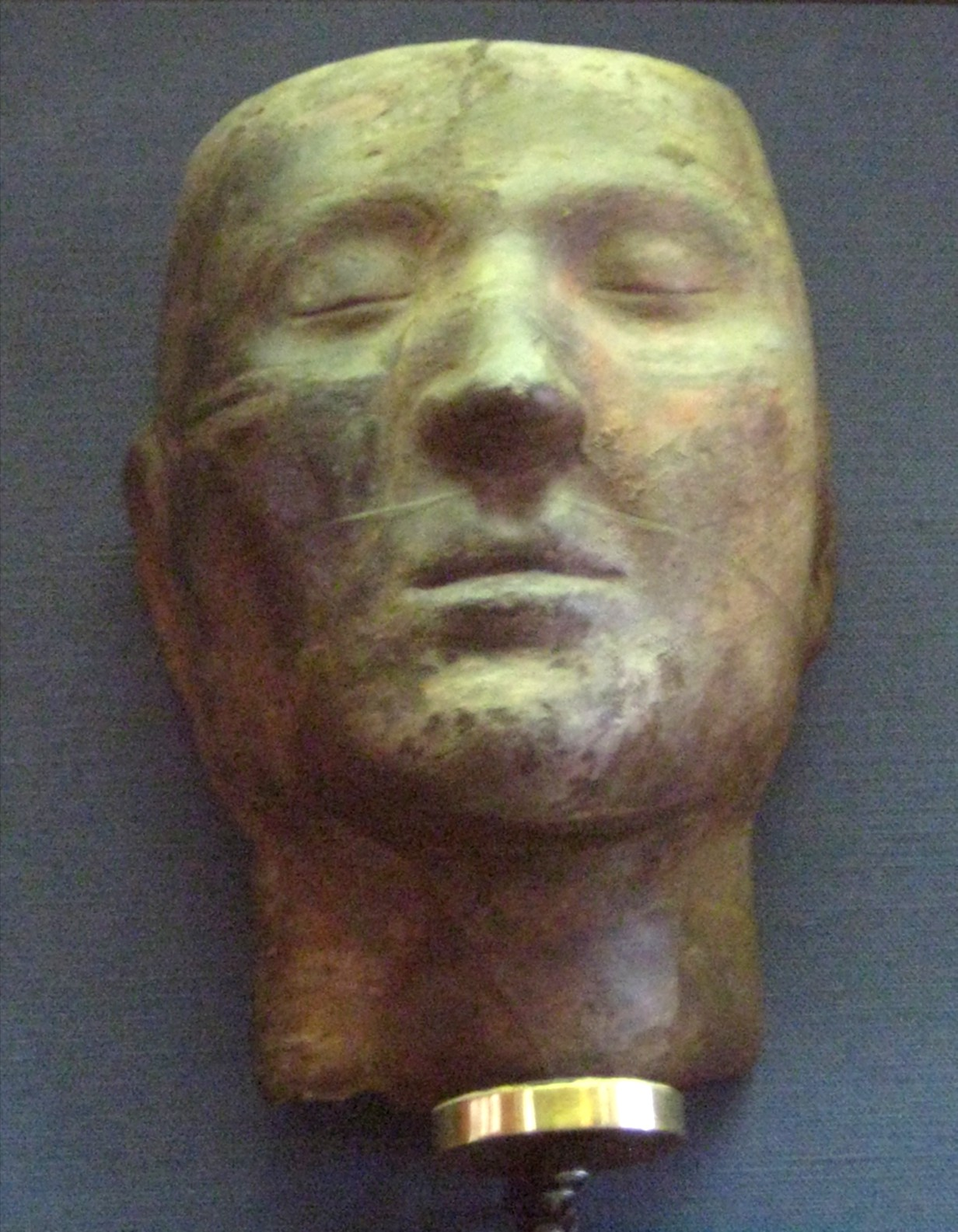
Una máscara funeraria de Tashtyk en el Museo Histórico Estatal de Moscú.

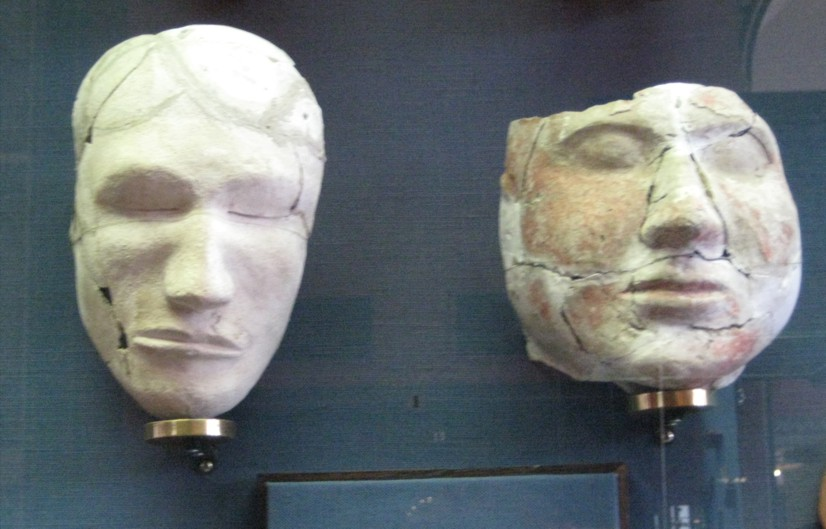
Más máscaras en Moscú

La cultura Tashtyk fue una cultura arqueológica que floreció en el valle del Yenisei (Siberia), desde el siglo I hasta el siglo IV. Situada en los alrededores de moderna Krasnoyarsk en la depresión de Minusinsk. Esta cultura fue precedida por la cultura Tagar.
El primero en investigarla fue el arqueólogo ruso Serguéi Teploújov. Él sugirió que esta cultura había sido inicialmente indoeuropea, luego caería bajo la influencia de los Yenisei Kirghiz alrededor del siglo III d. C. Debido a su ubicación, la cultura Tashtyk es asociada a los Yenisei Kirghiz.
Asentamientos y castros Tashtyk se han descubierto en la región del Yenisei, en particular en zona del cañón del Sayan. Sus monumentos más imponentes fueron sus inmensos túmulos; en estos se ha encontrado gran cantidad de vasos y adornos hechos de arcilla y metal. Además, se han encontrado numerosos petroglifos. Algunas de las tumbas contenían modelos de cuero de cuerpos humanos con las cabezas envueltas en tejidos y pintadas con colores vivos. Dentro de los modelos hubo pequeñas bolsas de cuero, probablemente, estas simbolizaban al estómago; estas contenían huesos humanos quemados. Réplicas a escala reducida de espadas, flechas y carcajes se colocaron cerca. Los motivos animales de los Tashtyk pertenecían al estilo escita-Altaico, pero también había influencia de lo chino.
Durante sus excavaciones en el cementerio de Oglahty, al sur de Minusinsk, Leonid Kyzlasov descubrió momias decoradas con máscaras de yeso que muestran características faciales de la Eurasia occidental, aunque esto no descarta alguna mezcla con los asiáticos orientales, como lo revela el estudio de ADN (véase más adelante). También se encontraron sombreros de piel, ropa de seda, y calzado (ahora se exhiben en el Museo del Hermitage, San Petersburgo).
En 2009, un estudio genético de antiguas culturas siberianas, la cultura Andronovo, la cultura Karasuk, la cultura Tagar y la cultura Tashtyk, se publicó en Genética Humana. Seles realizó el estudio de ADN a seis Tashtyk de los años 100-400 dC de la región Bogratsky, Abakano-Perevoz I, Jakasia. Por medio del ADN mitocondrial se determinó a partir de cuatro individuos que pertenecen a Eurasia occidental con los haplogrupos HV, H, N9a, y T1, mientras que el otro llevaba un haplogrupo del este de Asia, el haplogrupo C. El estudio del Y-ADN de los restos de un individuo determinó que su cromosoma Y pertenecía a un haplogrupo de Eurasia occidental, el R1a1, se piensa que está relacionada con la migración hacia el este de los primeros indo-europeos. Se determinó que todos los restos estudiados eran caucasoides, y que eran, exceptuando un individuo, de ojos y cabello claro.

### Citas
1. 1 2  «Central Asian arts: Tashtyk Tribe». Encyclopædia Britannica Online. Encyclopædia Britannica. Archivado desde el original el 10 de julio de 2018. Consultado el 15 de febrero de 2015.
2. 1 2 3 4 5 6  Keyser, Christine; Bouakaze, Caroline; Crubézy, Eric; Nikolaev, Valery G.; Montagnon, Daniel; Reis, Tatiana; Ludes, Bertrand (16 de mayo de 2009). «Ancient DNA provides new insights into the history of south Siberian Kurgan people». Human Genetics (Springer-Verlag). Consultado el 15 de febrero de 2015.
3. 1 2  Grousset, 1970, p. 18-19
4. ↑  «"Xipoliya Yanke Suo Jian Xiajiesi Monijiao" ("Siberan Rock Arts and Xiajiesi's Manicheism") 1998 Gansu Mingzu Yanjiu 西伯利亚岩刻所见黠戛斯摩尼教». www.eurasianhistory.com. Archivado desde el original el 25 de mayo de 2012. Consultado el 2 de noviembre de 2016.